# 鬼婿
鬼婿，是中国古代的鬼怪故事，讲述的是一人与一鬼成婚的故事，记载于沈起凤《谐铎》卷十一。类似的还有如《洛阳缙绅旧闻记・焦生见亡妻》、《新齐谐·洗紫河车》、《此中人语·吴某》、《夷坚志‧任迥春游》等篇都是这样。但是杜宝不认其女杜丽娘,更不认其鬼婿柳梦梅,因其女已死之故。

## 原文
扶风邱淑,字令仪,幼失怙。母夫人束子严。偶碎其带上玉佩,惧而亡去,夜窜山谷中。月色迷濛,荆榛苍莽,无可投宿。遥望百步外,似有村落。至则板屋竹扉,铜环双阖。叩之,双扉顿豁,一老翁出问曰: “夤夜剥啄,客何为者? ”邱以情告。遂相邀入内坐,氏族。邱具对。

## 参看
中国妖怪列表